# Nagashima
Nagashima (長島町 Nagashima-chō?) es un pueblo en la prefectura de Kagoshima, Japón, localizado en las islas Amakusa, al suroeste de la isla de Kyūshū. Tenía una población estimada de 9654 habitantes el 1 de marzo de 2021 y una densidad de población de 83 personas por km².

## Geografía
Nagashima está localizado en el extremo noroeste de la prefectura de Kagoshima, al sur de las islas Amakusa, en el mar de Yatsushiro. El pueblo incluye las islas de Nagashima, Shorajima, Ikarajima y Shishijima. Está conectado a Akune en el continente de Kyūshū a través del puente Kurono Seto.

### Clima
El pueblo tiene un clima subtropical húmedo (Cfa en la clasificación climática de Köppen). La temperatura media anual en Nagashima es de 15.4 °C. La precipitación media anual es de 2464 mm siendo julio el mes más lluvioso. Las temperaturas son más altas en promedio en agosto, alrededor de 25.8 °C, y más bajas en enero, alrededor de 5.2 °C.

## Demografía
Según los datos del censo japonés, la población de Nagashima ha disminuido fuertemente en los últimos 60 años.
| Gráfica de evolución demográfica de Nagashima entre 1940 y 2015 |
|                                                                 |
| Oficina de Estadística de Japón                                 |

## Ciudades hermanas
Nagashima está hermanado con:
- Ganghwa-gun, Incheon, Corea del Sur.